# Groupe Tewassoul
Ne doit pas être confondu avec Rassemblement national pour la réforme et le développement.
Le groupe Tewassoul (en arabe : ريق تواصل) est un groupe parlementaire de l'Assemblée nationale de Mauritanie. Le groupe existe depuis les élections législatives mauritaniennes de 2013, lorsque le Rassemblement national pour la réforme et le développement (Tewassoul) entre pour la première fois à l'Assemblée nationale.

## Liste des présidents
| Nom                           | Début        | Fin      |
| ----------------------------- | ------------ | -------- |
| Yahya Aboubecrine Sid Elemine | 26 juin 2023 | en cours |

## Historique des membres
| Année | Sièges   | +/-           | Notes |
| ----- | -------- | ------------- | ----- |
| 2013  | 16 / 146 | en stagnation |       |
| 2018  | 14 / 176 | 2             |       |
| 2023  | 11 / 176 | 3             |       |